# Organization of African Instituted Churches
Organization of African Instituted Churches (OAIC) är en organisation av självständiga afrikanska kyrkor bildad 1978 i Kairo.
Sedan 1980-talets början har OAIC sitt säte i Nairobi, Kenya.
1996 blev OAIC medlem av All Africa Conference of Churches (AACC). 

## Medlemsorganisationer
- Abba Shalom Church
- African Apostolic Faith Mission
- African Apostolic Holy Spiritually Gift Church in Zion
- African Brotherhood Church
- African Christian Church and Schools
- African Church of the Holy Spirit
- African Church Mission
- African Divine Church
- Africa Faith Mission
- African Holy Zionist Church
- African Interior Church
- African Israel Nineveh Church
- African Independent Pentecostal Church of Africa
- African Kenya Church of Saints
- African Manuel Church in Zion
- Aladura Apostolic Church
- Aladura Church of God International
- Anointed Word of Faith Church
- Antioch Christian Church
- Apostles Church
- Apostolic Christian Church
- Apostolic Faith Mission Voice of Zion
- Apostolic Gospel Church
- Avahuki Church of Kenya
- Bantu Congregational Church in Zion
- Baptist Church of God
- Believers Salvation Ministry
- Bethany Church of God
- Bethsaida Church
- Blessed New Jerusalem Church of Nigeria
- Calvary Charismatic Center
- Calvary Evangelistic Fellowship Church
- Calvary Faith Ministries
- Celestial Church of Christ
- Centre for Evangelism
- Cepolon Apostolic Church in Zion
- Cherubim and Seraphim Society
- Christ Apostolic Mission Church
- Christ Army Church of Nigeria
- Christ Church of Light
- Christ Faith Mission Church of Nigeria
- Christ for All Nations Church
- Christ General International Gospel Ministry
- Christ Gospel Apostolic Church
- Christ Gospel Church of Peace (Aladura)
- Christ Healing Ministry
- Christ Healing Sabbath Mission
- Christ Holy Church International
- Christian Brotherhood Church
- Christian Worship Centre
- Christ Living Temple
- Christ Mission Church
- Christ People Church (Aladura)
- Christ Revival Church
- Christ Revival Ministry
- Christ Salvation Sabbath Mission
- Christ’s Disciples
- Christ the Lamb Sabbath Galilee International
- Christ the Saviour Church Aladura
- Christ the Saviour Gospel Church
- Church of African Sinai Mission
- Church of Christ in Africa
- Church of Christ - Harris Mission
- Church of Christ - Light of the Holy Spirit
- Church of Christ of South Africa
- Church of Jesus Christ on Earth by His Special Envoy Simon Kimbangu
- Church of Jesus the Saviour
- Church of Mercy
- Church of Peace in Africa
- Church of Prophets
- Church of Saviour
- Church of the Alliance of Christ
- Church of the Holy Spirit in Africa
- Church of the Holy Spirit in Congo
- Church of the Living God
- Church of the Lord (Aladura) Worldwide
- Commonwealth Christian Centre
- Community of Evangelization and Healing by the Inspiration of the Holy Spirit
- Communion of Independent African Church
- Community of Yahweh
- Compassion for Souls Chapel
- Congregational Catholic Apostolic Church in Zion
- Coptic Orthodox Church
- Corinthians Church of South Africa
- Council of African Instituted Churches
- Deeper Christian Life Ministry
- Divine Healing Evangelistic Crusade
- Divine Healers Church
- Divine Voice of God
- Efese Apostolic Church in Zion
- Elukhanyisweni Apostolic Church in Zion
- End Time Ministries
- Eternal Joy Assembly
- Eternal Sacred Order of Cherubim and Seraphim
- Evangelical and Prophetic Community
- Evangelical Church of the Apostles in Congo
- Evangelical Pentecostal Assembly in Africa
- Faith Gospel Church
- Faith Gospel Ministry
- Family of Christ Ministry
- Father’s Heart Ministry, Worldwide
- Fellowship Church of Christ
- First Apostolic Church in Zion
- Four Square Gospel Church of Tanzania
- Free Church of Africa
- General Church of God
- Glory of Christ Ministry
- God’s Last Appeal Church
- Gospel Baptist Conference of Nigeria
- Gospel Faith Mission International
- Gospel Holy Spirit Church
- Gospel Hour Church
- Gospel Messengers Fellowship Church
- Gospel Message Church
- Gospel of Jesus Christ
- Grace and Truth Ministries
- Grace Christian Ministry
- Grace of God Church
- Grace Universal Church
- Harvesters Church
- Higher Hope Miracle Chapel International
- Holy Ghost Sabbath
- Holy Nazareth Apostolic Church
- Holy Sabbath Church of Christ, Eziama
- Holy Shepherd Church
- Holy Spirit Church of East Africa
- Holy Spiritual Church of Jesus Christ
- Home Zion Tabernacle Centre
- Hosanna Church of Christ
- Ibandla Lika Kristu
- Ibandla Lika Kristu South Africa
- Immanuel Church of Africa
- Independent Christian Spiritual Lutheran Church (FLMaK)
- Inner Circle Christ Mission
- Inner Truth Church
- International Healing Ministry
- Israel Assembly of Kenya
- Jehovah True Sabbath Mission of Christ the King
- Jerusalem Church of Kenya
- Jerusalem Church of the Lord
- Jesus Alone Ministry
- Jesus Feeds Fellowship and Ministry International
- Jesus Worship Power Centre
- Kanisa Israel
- Kanisa la Pentecosti
- Kenya Israel Evangelistic Church of East Africa
- Kerubi Church
- Last Church of God
- Liberty Gospel Church
- Light Evangelical Church
- Living Christ Gospel Mission
- Lord of Nazareth Church
- Lord’s Mission Church
- Luxolweni Apostolic Church in Christ
- Lyahuka Church of East Africa
- Ma’ayo Christ’s Church (Aladura)
- Malagasy Church Tranozorozoro Antranobiriky (FTMA)
- Maranatha Christian Centre
- Mercy and Holy Ghost Church
- Mesiya Christian Apostolic Church
- Messiah Gospel of Cherubin and Seraphim
- Mission of True Sabbath of Nigeria
- Morians Epic Church in Zion
- Musanda Christian Church of Africa
- Nabii Christian Church
- National Congregation of Christ
- National Independent Church of Africa
- Native Baptist Church of Cameroon
- New Born In Christ Ministry
- New Congregation Church in Zion
- New Corinthian Apostolic Church in Zion
- New Eden Light of Jesus Christ
- New Life Pentecostal Ministry
- New Peniel Church in Zion
- New Pentecostal Church in Zion
- New Temple Spiritual Church of Nigeria
- Nkululekweni Apostolic Church in Zion
- No 1 Holy Church in Zion
- No 1 Jerusalem Church in Zion
- Nomiya Church
- Nomiya Luo Roho Church
- Nomiya Sabato
- Onyal Nyuol Roho Church
- Peaceful Healing Church
- Peniel Church in Zion
- Pentecostal Evangelism Team
- Pentecostal Holy Church
- Pentecostal Mission and Alliance of Christ
- Pentecostal Restoration
- Pentecostal Revival Church of God
- Philadele Apostolic Church in Zion
- Philippian Church Apostolic in Zion of South Africa
- Power Hand of Christ
- Redeemed Gospel Ministries
- Redeeming Ministries
- Reformed Church in Christ
- Renewed Malagasy Lutheran Church (FLMN)
- Roho Israel Church of God
- Roho Nyota
- Roho Revelation Church
- Ruwe Holy Ghost Church of Africa
- Sacred Cherubim and Seraphim Church
- Salem Christian Church in Zion
- Salem Church of Christ
- Sandesi Apostolic Church in Zion
- Shiloh United Church of Christ Apostolic Worldwide
- Siloam Tabernacle Assembly
- Solid Rock Outreach
- Soul Rescue Apostolic Church
- Spiritual Christian Apostolic Church in Zion
- Spiritual Healing Temple of God
- Springs of Life
- St Johns Apostolic Faith Mission
- St Patric Christian Church
- St Paul’s Faith Mission Church of South Africa
- St Peter’s Apostolic Church in Zion
- St Peter’s Church in Zion
- St Peters Faith Mission Church
- St Solomon Apostolic Church
- St Catherine Calvary Church
- Steps to Christ Church
- Straight Gate Church
- Stream of Life
- Tabernacle Church in Africa
- Tanganyika Sabato Church
- The African Holy Apostolic Church
- The Betaleste Church in Zion
- The Christ Gospel Church
- The Christian Apostolic Church of Africa
- The Church Apostolic in Zion in Africa
- The Church of God in Zion
- The Colossian Apostolic Church in Zion
- The Dumeth Church of God
- The Free Church of Christ
- The Gospel for All Nation Church
- The Holy Banner of Ethiopian Apostolic Church in Zion
- The Holy Baptist Church
- The Holy Catholic Apostolic Church in Zion
- The Holy Light Apostolic Church
- The New Star Church in Zion
- The Pedesta Zion Church
- The Union Public Christ Apostolic Church in Zion
- The Voice of Usindiso Zion Church
- The Zion Feast Church of Christ
- Trinity Council Church
- Triumphant New Life Ministries
- True Church of God in Zion
- True Covenant of God Sabbath Mission
- True Jesus Apostolic Church
- Truth and Life Church
- Ultimatum Christian Faith Ministry
- Union Church of Christ
- Union Church of the Lord
- United Christ Pentecostal Church
- United Church of Cherubim & Seraphim
- United Church of Christ
- United Pentecostal Evangelistic Crusade
- United Spiritual Church of Nigeria
- Unity Church of Christ
- Universal Praying Band
- Verona Apostolic Church in Zion
- Victory Family Ministry
- Vineyard Grace Centre
- Volunteers of Salvation
- Vow Apostolic Church in Zion
- We Are the Family of Jesus Church in Zion
- Wonderful Power of Christ Church
- World Evangelism Mission
- Word Power Outreach
- Zion Apostolic Church of Christ
- Zion Church the Home of God
- Zion City Apostolic Church of South Africa
- Zion Harvest Church
- Zionist Church